# Zeccone
Zeccone – miejscowość i gmina we Włoszech, w regionie Lombardia, w prowincji Pawia.
Według danych na rok 2004 gminę zamieszkiwało 1157 osób, 231,4 os./km².